# Sam Bennett (hokeista)
Samuel „Sam” Bennett (ur. 20 czerwca 1996 w East Gwillimbury) – kanadyjski hokeista występujący na pozycji środkowego napastnika w Florida Panthers z National Hockey League (NHL). 

## Kariera
Sam Bennett został wybrany przez Calgary Flames z 4. numerem w pierwszej rundzie NHL Entry Draft 2014. W lipcu 2014 zawodnik podpisał 3-letni entry-level contract z Flames. W NHL zadebiutował 11 kwietnia 2015 w spotkaniu z Winnipeg Jets, a swój pierwszy punkt zdobył tego samego dnia, 33 sekundy po wejściu na lodowisko. We wrześniu 2017 przedłużył kontrakt z drużyną z Calgary o dwa lata, w trakcie których zarobił 3,9 mln dol.

## Statystyki

### Sezon zasadniczy i play-off
| 2012–13     | Kingston Frontenacs | OHL         | 60  | 18 | 22 | 40 | 87  | 4  | 0 | 3 | 3 | 2  |
| 2013–14     | Kingston Frontenacs | OHL         | 57  | 36 | 55 | 91 | 118 | 7  | 5 | 4 | 9 | 18 |
| 2014–15     | Kingston Frontenacs | OHL         | 11  | 11 | 13 | 24 | 14  | 4  | 0 | 3 | 3 | 4  |
| 2014–15     | Calgary Flames      | NHL         | 1   | 0  | 1  | 1  | 0   | 11 | 3 | 1 | 4 | 8  |
| 2015–16     | Calgary Flames      | NHL         | 77  | 18 | 18 | 36 | 37  | —  | — | — | — | —  |
| 2016–17     | Calgary Flames      | NHL         | 81  | 13 | 13 | 26 | 75  | 4  | 2 | 0 | 2 | 4  |
| 2017–18     | Calgary Flames      | NHL         | 82  | 11 | 15 | 26 | 59  | —  | — | — | — | —  |
| NHL łącznie | NHL łącznie         | NHL łącznie | 241 | 42 | 47 | 89 | 171 | 15 | 5 | 1 | 6 | 12 |

### Międzynarodowe
| Rok                | Drużyna            | Turniej            | Wynik              | M | G | A | Pkt | Min |
| ------------------ | ------------------ | ------------------ | ------------------ | - | - | - | --- | --- |
| 2013               | Kanada             | MŚ U18             | 1st                | 7 | 3 | 4 | 7   | 4   |
| Juniorskie łącznie | Juniorskie łącznie | Juniorskie łącznie | Juniorskie łącznie | 7 | 3 | 4 | 7   | 4   |